# Богданов Михайло Васильович
Михайло Васильович Богданов (рос. Михаи́л Васи́льевич Богда́нов; 2 червня 1897 — 19 квітня 1950) — радянський воєначальник, комбриг РСЧА (5 листопада 1939), учасник громадянської і німецько-радянської воєн.
У 1941 році потрапив до німецького полону, погодився на співпрацю, служив в рядах РОА, отримав там звання генерал-майора. Після війни заарештований, розстріляний за вироком суду.

## Біографія
Михайло Богданов народився 2 червня 1897 року в селі Бозна В'яземського повіту Смоленської губернії в родині службовця.
У 1918 році він закінчив Московське політехнічна училище, після чого 6 листопада добровільно вступив в Червону армію, був зарахований курсантом на 2-і Петроградські артилерійські курси, які закінчив влітку 1919 року.
Брав участь в Громадянській війні в боях проти військ генералів Юденича, Денікіна, Врангеля. У листопаді 1920 року начальник зведеної батареї Богданов був зарахований слухачем у Вищу артилерійську школу комскладу РСЧА в Лузі, яку закінчив через рік. У березні 1921 року він брав участь в придушенні Кронштадтського повстання. Восени 1921 року Богданов був призначений командиром батареї 8-ї Мінської стрілецької дивізії. У 1922—1923 роках служив командиром артилерійського парку в 12-му окремому польовому важкому артилерійському дивізіоні.
У 1923—1924 роках був слухачем Московської Вищої школи маскування, після чого продовжив службу на попередньому місці до 1 січня 1926 року. У січні—жовтні 1926 року командував батареєю в артилерійському полку 2-ї Кавказької стрілецької дивізії, в 1926—1927 роках був помічником начальника штабу полку, в 1927—1931 роках — командиром дивізіону. У 1931—1934 року обіймав посаду начальника штабу Овруцького артилерійського полку Овруцької стрілецької дивізії Уральського військового округу. У 1934—1935 роках був слухачем артилерійських курсів удосконалення командного складу. Закінчивши їх, Богданов був призначений начальником штабу 60-го Кавказького артилерійського полку 60-ї стрілецької дивізії. У березні 1938 року був призначений начальником артилерії 96-ї стрілецької дивізії Київського особливого військового округу. У січні 1940 року Богданов був призначений командувачем артилерією 8-го стрілецького корпусу.
На початку німецько-радянської війни, влітку 1941 року корпус був розгромлений німецькими військами. 10 серпня Богданов при спробі прорватися з оточення потрапив в полон в районі Умані. Спочатку він утримувався в таборах для військовополонених в Білій Церкві, Холмі, Замосці. 6 квітня 1942 року Богданов був відправлений до концтабору Гаммельбург, де 18 листопада виявив бажання співпрацювати з військово-будівельною організацією Тодта, і був переправлений в Шляхтензее під Берліном. У грудні 1942 року Богданов був призначений начальником навчальної частини Вищої російсько-німецької школи фахівців в окупованій Білорусі, в районі Борисова, потім влітку 1943 року — заступником начальника управління «Волга» організації Тодта. На цій посаді він 15 липня 1943 року увійшов в контакт з майором держбезпеки Пастуховим, який очолював партизанський рух в Мінсько-Борисовському районі, і дав згоду вбити або дискредитувати командувача Російської Визвольної армії генерал-лейтенанта Андрія Власова, отримав псевдонім «Цвях». До червня 1944 року Богданов підтримував зв'язок з органами держбезпеки через Пастухова, але ліквідувати Власова за допомогою переданої йому отрути не зумів. 20 листопада 1943 року Богданов, після розформування управління «Волга», був зарахований в офіцерський резерв школи РОА в Дабендорфі, потім з грудня служив в інспекторіаті колишнього радянського генерала Івана Благовєщенського. 14 листопада 1944 року Богданов отримав звання генерал-майора збройних сил Комітету визволення народів Росії і призначення на посаду начальника артилерійського відділу штабу.
До травня 1945 року Богданов знаходився в складі Південної групи ЗС КОНР, якою командував генерал-майор Федір Трухін. 8 травня 1945 року здався радянським військам поблизу міста Чеське Будейовице в Чехословаччині. 13 травня був підданий допиту в СМЕРШ 2-го Українського фронту. 18 травня 1945 року генерал-лейтенант Віктор Абакумов підписав наказ про арешт Богданова. В першу чергу звинувачувався в невиконанні завдання вбити Власова. У 1950 році Військова Колегія Верховного Суду СРСР засудила колишнього комбрига РСЧА Михайла Богданова до вищої міри покарання. Вирок був приведений у виконання 19 квітня 1950 року.

## Нагороди
- Медаль «XX років Робітничо-Селянській Червоній Армії»
- Хрест Воєнних заслуг 2-го класу з мечами та 2 інших німецьких нагороди